# Prospect Peak (Park County (Wyoming))
Der Prospect Peak ist ein Berg im Yellowstone-Nationalpark im Nordwesten des US-Bundesstaates Wyoming. Sein Gipfel hat eine Höhe von 2903 m und ist Teil der Gallatin-Range in den Rocky Mountains. Der Gipfel befindet sich etwa 9,7 km südwestlich von Tower Junction und 7 km nordwestlich des Mount Washburn. Zwischen 1883 und 1885 nannten Mitglieder der Arnold Hague Geological Surveys den Gipfel Surprise Peak aus bisher nicht bekannten Gründen. 1880 benannte der damalige Superintendent Philetus Norris den Berg Mount Stephans nach einem seiner Assistenten, C. N. Stephans. Im Jahre 1885 gab Arnold Hague jedoch aus Gründen, die heute ebenfalls nicht bekannt sind, dem Gipfel seinen heutigen Namen – Prospect Peak.